# 麻城站 (庆尚北道)
麻城站（：／ Maseong yeok */?）曾为韩国铁路闻庆线上的一个车站，位于庆尚北道闻庆市麻城面，目前已废止。

## 历史
- 1969年6月20日，落成使用[1]。
- 2008年1月1日，停止使用。